# 54391 Adammckay
54391 Adammckay è un asteroide della fascia principale. Scoperto nel 2000, presenta un'orbita caratterizzata da un semiasse maggiore pari a 2,7207918 au e da un'eccentricità di 0,1695359, inclinata di 17,98064° rispetto all'eclittica.